# Jadel Gregório
Jadel Abdul Ghani Gregório (Jandaia do Sul, 16 de setembro de 1980) é um atleta brasileiro que compete no salto triplo. Foi um dos maiores nomes do atletismo do Brasil na primeira década dos anos 2000. Depois de se converter ao islamismo, em 2005, adotou o nome islâmico.
No Grande Prêmio Brasil de Atletismo, realizado em Belém, em 20 de maio de 2007, Jadel Gregório quebrou o recorde sul-americano e brasileiro do salto triplo, conseguindo a marca de 17,90 metros. O recorde anterior foi conquistado 32 anos atrás por João Carlos de Oliveira, o João do Pulo, que em 1975, nos Jogos Pan-americanos da Cidade do México, alcançou a marca de 17,89 metros, estabelecendo o então recorde mundial da prova. Este salto transformou Jadel no 6º melhor atleta da História da prova à época, atrás apenas de Jonathan Edwards (18,29 m), Kenny Harrison (18,09 m), Willie Banks (17,97 m), Khristo Markov (17,92 m) e James Beckford (17,92 m).

## Carreira
Quando era jovem, Jadel Gregório passou a morar em Marília, no interior de São Paulo. No final de sua adolescência, mudou-se para São Paulo e passou a treinar no Ibirapuera na modalidade salto em altura. Foi descoberto pelos técnicos Tânia e Nélio Moura que o fizeram sair do salto em altura e se dedicar ao salto triplo e salto em distância.
Logo nas primeiras provas, ele demonstrou ter acertado na escolha. Aos 20 anos já era um dos principais nomes da equipe brasileira de atletismo. Tentou se classificar para os jogos Olímpicos de Sydney 2000, mas sofreu uma contusão e não pode participar.
Quatro anos depois, ele chegou às Olimpíadas de Atenas 2004 com o segundo melhor salto da temporada, e na condição de vice-campeão mundial indoor da prova. Ele estava confiante de que iria ganhar alguma medalha, mas acabou terminando apenas na 5ª colocação.
O ano de 2007 pode ser considerado o auge da carreira de Jadel. Foi quando fez suas melhores campanhas em competições internacionais, e bateu o recorde sul-americano que não era quebrado a 32 anos, em maio de 2007, na disputa do GP Brasil, com a marca de 17m90.
Porém, após 2007, a carreira de Jadel entrou em declínio. Ele ainda chegou como um dos favoritos ao ouro nos Jogos Olímpicos de Pequim 2008, porém, terminou apenas com o 6º lugar, novamente tendo apenas um desempenho modesto nos Jogos. Na atualidade vem tendo uma carreira opaca, longe do auge atingido em 2007.
Jadel Gregório também tem sofrido com problemas físicos e está longe de sua melhor forma. O brasileiro passou por cirurgia nos dois joelhos em 2011.

## Resultados importantes

### 2007
- 17,27 m Ouro nos Jogos Pan-americanos de 2007
- 17,59 m Prata no Campeonato do Mundo de Atletismo de 2007

### 2005
- 17,20 m - Finalista (6º) no Mundial de Helsinque
- 17,73 m - 2ª melhor marca do mundo
- 17,48 m - Ouro no Super GP de Estocolmo
- 17,34 m - Ouro no Super GP de Lausanne
- 17,40 m - Ouro no GP de Belém
- 17,71 m - Troféu Brasil

### 2004
- 17,43 m - Prata no Mundial Indoor de Budapeste
- 17,31 m - Finalista (5º) nas Olimpíadas de Atenas
- 17,46 m - Recorde sul-americano indoor no GP de Karlshue

### 200,86 m - Finalista (6º) no Mundial Indoor de Birmingham
- 172,03 m - Prata no Pan-americano de Santo Domingo